# Theodora Angelina
Theodora Angelina (en grec Θεοδώρα Αγγελίνα), née en 1190 et morte le 22 ou 23 juin 1246 est l'épouse de Léopold VI d'Autriche, avec qui elle aura sept enfants. Quand elle était petite, son grand-père l'empereur Alexis III Ange l'instrumentalise pour obtenir l'allégeance des seigneurs locaux Ivanko et Dobromir Chrysos. Ses fiançailles ou mariages avec eux ont ensuite été brisés car tous deux ont été successivement capturés par l'empereur.

## Identité
L'identité de l'épouse de Léopold VI a longtemps été un sujet de débat entre les chercheurs. Les sources médiévales n'ont consigné que son prénom, Theodora, et le fait qu'elle était la petite fille d'un empereur byzantin : Theodoram neptam regis Graecorum duxit uxorem, Theodoram neptem regis Grecie. Les chercheurs modernes, à commencer par Georg Juritsch en 1894, ont proposé différentes théories quant à l'identité de cet empereur, certains considérant que Theodora était la petite fille de Isaac II Ange, alors que d'autres soutiennent qu'il s'agit d'Alexis III Ange,. D'autres encore interprétèrent neptis non comme petite-fille comme en latin classique, mais comme nièce, ou même petite-nièce, ce qui  était le sens le plus commun de ce mot au Moyen-Âge.
Elle a finalement été identifiée comme la fille d'Isaac Komnenos Vatatzes, petit-fils du général byzantin Théodore Vatatzès et de la princesse porphyrogénète Eudokia Komnene, fille de l'empereur Jean II Comnène, qui a régné de 1118 à 1143 et d'Anne Ange, la seconde fille de l'empereur Alexis III Ange. 

## Biographie
Ses parents se marient au plus tard en 1190 et Theodora naît peu après cette union, puisqu'en 1203 elle entre dans sa quatorzième année.

### Fiançailles avec Ivanko et Dobromir Chrysos
Son père est promu au rang de Sébastokrator quand Alexis III accède au trône en 1195, mais durant l'été de la même année, il est capturé lors d'une campagne contre des rebelles bulgares menés par Ivan Asen Ier de Bulgarie et fait prisonnier dans la capitale bulgare, Veliko Tarnovo, où il meurt au printemps 1196,.
Selon une histoire relatée par le chroniqueur contemporain Nicétas Choniatès, Isaac a joué un rôle dans l'assassinat d'Ivan Asen par le boyard bulgare déchu Ivanko : Isaac aurait promis la main de Theodora à Ivanko, en échange de la mort d'Ivan Asen ,. Isaac meurt avant le meurtre d'Ivan Asen, mais après qu'Ivanko a tué Ivan Asen et fui à la cour byzantine, où il entre au service de l'empereur Alexis III, celui-ci lui promet Theodora pour s'assurer son allégeance,. Choniatès décrit la future mariée comme « une enfant avec un langage de bébé ». En raison de son très jeune âge, le mariage, s'il a vraiment eu lieu, ne fut jamais consommé. Theodora demeure à Constantinople lorsqu'Ivanko se lance dans une révolte en 1199, lors de laquelle il sera fait prisonnier,. 

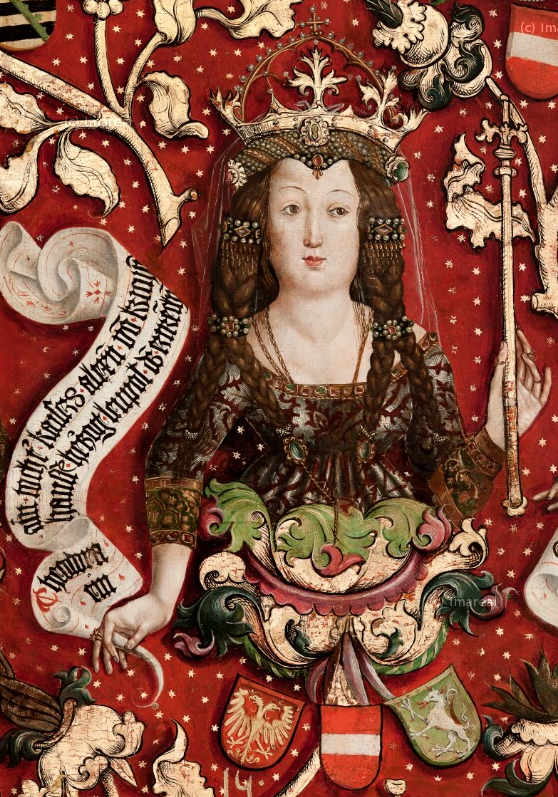
Un portrait de Theodora dans l'arbre généalogique de la Maison de Babenberg, datant de la fin du XVe siècle, Abbaye de Klosterneuburg.

Peu après, Alexis III instrumentalise Theodora pour gagner l'allégeance d'un autre seigneur de guerre des Balkans, Dobromir Chrysos qui, en 1201, se soulève aux côtés du général byzantin déchu Manuel Kamytzès. Dobromir Chrysos était alors déjà marié à la fille de Kamytzès mais s'est empressé d'accepter l'offre de l'empereur et d'assiéger les forteresses de Pelagonia et de Prilep, qu'il prendra aux forces de l'empereur,. Peu après, Alexis III se retourne aussi contre Dobromir Chrysos et le fait prisonnier.

### Mariage avecLéopoldVId'Autricheet descendance
En 1203, Theodora épouse un cousin éloigné, Léopold VI d'Autriche,. Léopold et Theodora ont sept enfants :
- Marguerite d'Autriche (1204-1266) ;
- Agnès d'Autriche (1205-1226) ;
- Léopold d'Autriche (1207–1216), tombe d'un arbre et meurt ;
- Henry II, Duc de Mödling (1208-1228) ;
- Gertrude d'Autriche (1210–1241) ;
- Frédéric II d'Autriche (1211-1246) ;
- Constance de Badenberg (en) (1212-1243).

Son mari meurt en 1230 et elle devient ensuite nonne à l'Abbaye de Klosterneuburg. Elle y meurt en juin 1246, probablement du chagrin que lui cause la mort, peu avant, de son fils Frédéric II, lors de la bataille de la rivière Leitha contre les Hongrois.